# 마크스 & 스펜서
마크스 & 스펜서(Marks & Spencer)는 의류 · 신발 · 선물 상품 · 가정용 잡화 · 식품 등을 판매하는 영국의 소매 업체이다. 영국 국내에 300개 이상의 점포를 전개하는 것 외에도 약 30개국에 프랜차이즈점을 가지고 있다. 직원 수는 영국에서 약 6만 3,000명, 해외를 합치면 약 8만명에 이른다. 그룹 전체 매출은 80억 파운드를 넘는다.